# Masahiro Takamacu
Masahiro Takamacu (japonsky 高松 正裕), (* 27. února 1982 v Kamifukuoce, Japonsko) je bývalý japonský zápasník – judista.

## Sportovní kariéra
S judem začínal v 8 letech. V roce 2004 si výbornými výsledky na turnajích řekl o nominaci na olympijské hry v Athénách, ale výsledkově propadl. V prvním kole nestačil na Gruzínce Davita Kevchišviliho. V roce 2005 následoval další výbuch v prvním kole na mistrovství světa v Káhiře. Od roku 2007 přešel do polostřední váhy. V roce 2008 nominaci na olympijské hry v Pekingu nevybojoval na úkor Takaši Ona. V roce 2012 dali trenéři při na nominaci na olympijské hry v Londýně opět přednost jeho rivalovi z reprezentace – Takahiro Nakai. Sportovní kariéru ukončil koncem roku 2012.

### Vítězství
- 2002 - 1x světový pohár (Kano Cup)
- 2003 - 1x světový pohár (Paříž)
- 2004 - 1x světový pohár (Paříž)
- 2006 - 1x světový pohár (Tbilisi)

## Výsledky
| Turnaj            | 2000       | 2001       | 2002       | 2003       | 2004       | 2005       | 2006       | 2007             | 2008             | 2009             | 2010             | 2011             |  |
| Turnaj            | 18         | 19         | 20         | 21         | 22         | 23         | 24         | 25               | 26               | 27               | 28               | 29               |  |
| Turnaj            | lehká váha | lehká váha | lehká váha | lehká váha | lehká váha | lehká váha | lehká váha | polostřední váha | polostřední váha | polostřední váha | polostřední váha | polostřední váha |  |
| ----------------- | ---------- | ---------- | ---------- | ---------- | ---------- | ---------- | ---------- | ---------------- | ---------------- | ---------------- | ---------------- | ---------------- |  |
| Olympijské hry    | —          |            |            |            | úč.        |            |            |                  | —                |                  |                  |                  |  |
| Mistrovství světa |            | —          |            | —          |            | úč.        |            | —                |                  | —                | 3.               | úč.              |  |
| Asijské hry       |            |            | —          |            |            |            | 2.         |                  |                  |                  | 3.               |                  |  |
| Mistrovství Asie  | —          | —          |            | —          | 3.         | —          |            | —                | —                | 2.               |                  | —                |  |
| MS juniorů        | 1.         |            |            |            |            |            |            |                  |                  |                  |                  |                  |  |